# Mapania micropandanus
Mapania micropandanus là loài thực vật có hoa trong họ Cói. Loài này được Holttum mô tả khoa học đầu tiên năm 1947.